# Ronan de Locronan
Ronan (fl. c. siglo VI) fue un santo peregrino irlandés y ermitaño en el oeste de Bretaña. Era hijo de san Berach y el epónimo fundador de Locronan y copatrono de Quimper, junto con su fundador, san Corentino de Quimper.

## De Locronan a Quimper
El pueblo de Locronan (lit. "el lugar de Ronan"), que se encuentra a unos 17 km al noroeste de Quimper, debe su nombre a su reputado fundador, el peregrino irlandés Ronan. A juzgar por su entrada en el cartulario de la abadía de Quimper, se sabe que fue venerado en Locronan desde al menos la década de 1030.
En una etapa posterior, sus restos fueron trasladados a la cercana abadía de Quimper, cuyo santo patrón era san Corentino. Esto debe haber ocurrido a más tardar en 1274, cuando la abadía realizó un inventario que menciona el cuerpo y la cabeza del santo entre sus preciadas reliquias.
En algún momento del mismo siglo, se escribió en Quimper una vita en latín del santo, la Vita S. Ronani, para familiarizar a la comunidad local con los orígenes del santo y su importancia póstuma para la ciudad a través de los milagros obrados por sus reliquias.

## Sinopsis de lavidade Ronan

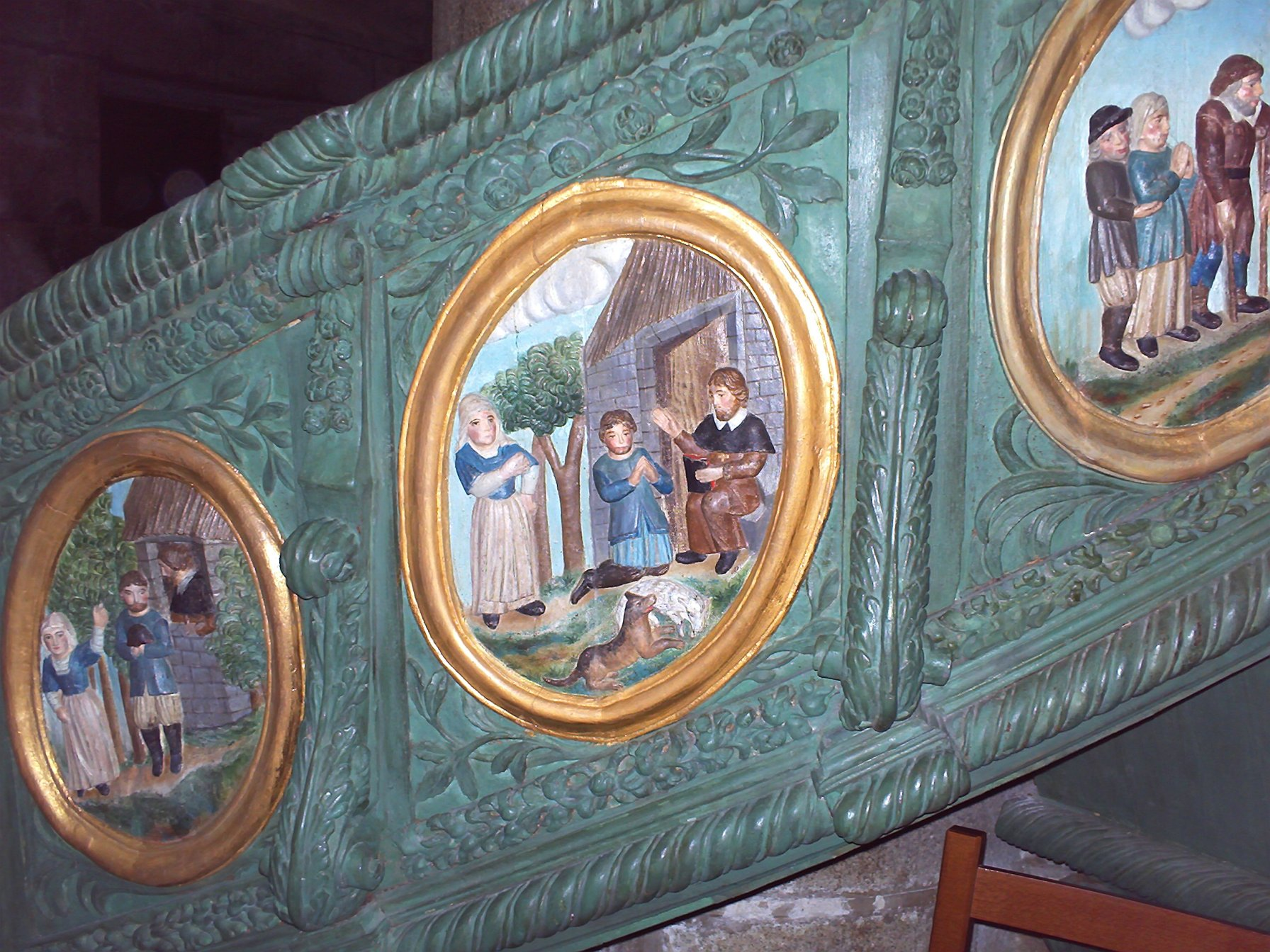
Escenas de la vida de Ronan en el púlpito policromado de la iglesia parroquial de Locronan. Una escena retrata el episodio en el que Keban acusó al santo de licantropía.

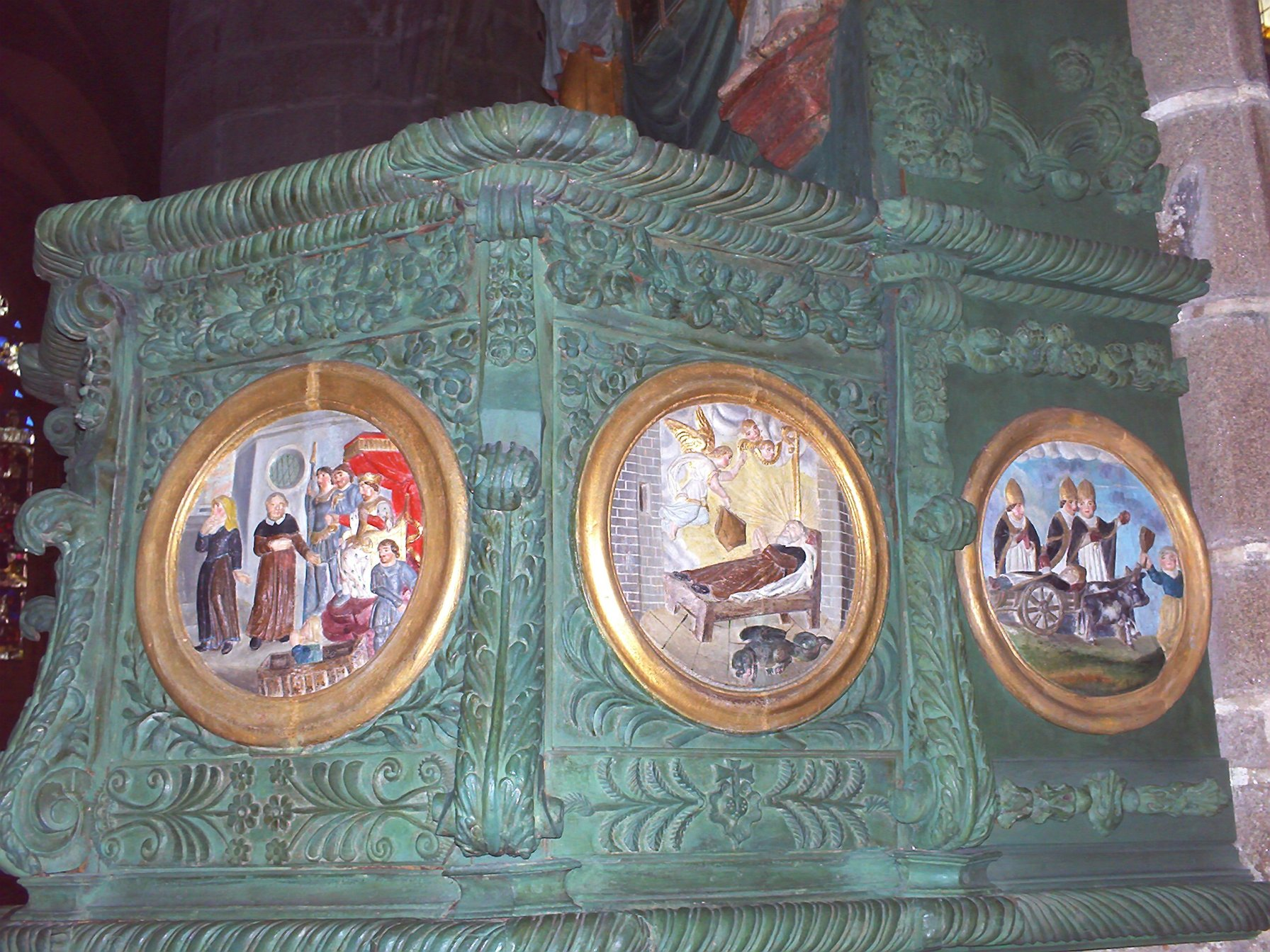
Más escenas en el púlpito de Locronan. El hallazgo de su hija escondida en un cofre se muestra en la primera imagen. El arrastre de su cuerpo a Locronan está en la tercera imagen.

### Vida
El texto comienza diciendo que Ronan era un nativo de Irlanda bien educado cuyas buenas obras como obispo le habían dado gran renombre en su país de origen. Sin embargo, anhelaba tener una comunión más estrecha con Dios y por eso, en el apogeo de su carrera en Irlanda, eligió el exilio voluntario, según Génesis 12:1–3, cortando todos los lazos con su familia y su país y embarcándose en un viaje a Bretaña. Habiendo desembarcado "en la región de Léon", prosiguió su viaje hacia el sur hasta el reino de Cornouaille (en latín Cornubia) e instaló una ermita en lo que se conocería como Locronan, cerca de los bosques de Névez. Aquí se dedicó a la oración ya una forma de vida ascética, por lo que pronto atrajo a una multitud de admiradores de la región. De este modo, su presencia llamó también la atención de Gradlon, rey de Cornouaille y figura destacada de la leyenda bretona.
Un campesino local admiraba mucho al santo, ofreciendo hospitalidad y visitando frecuentemente su celda, pero Keban, la esposa del campesino, se puso celosa e ideó un plan para desacreditar al santo varón. Ante Gradlon en su corte de Quimper, ella acusó abiertamente al santo, diciendo que era un hechicero que podía transformarse en un animal salvaje y que, bajo la forma de un lobo, había devorado numerosas ovejas y a su única hija. Ronan fue puesto a prueba para demostrar su santidad. Primero, los dos feroces perros del rey fueron desatados sobre él, pero por la señal de Cristo, Ronan logró apaciguarlos. En segundo lugar, se le dio la oportunidad de dar cuenta de la desaparición de la hija del campesino. Reveló que Keban había encerrado a su propia hija en un lugar tan pequeño que se había ahogado hasta morir, y nombró el lugar exacto. Cuando la niña fue encontrada muerta tal como había dicho el santo, los ciudadanos locales insistieron en la ejecución de Keban. Ronan, sin embargo, lo impidió, prefiriendo practicar la benevolencia cristiana, y devolvió la vida a la niña muerta. A pesar de esto, el santo siguió siendo acosado por la malicia de Keban y, por lo tanto, partió hacia el pequeño reino de Domnonia en el noroeste de Bretaña, donde se estableció cerca de Hillion. Murió en su celda.

### Milagros y culto

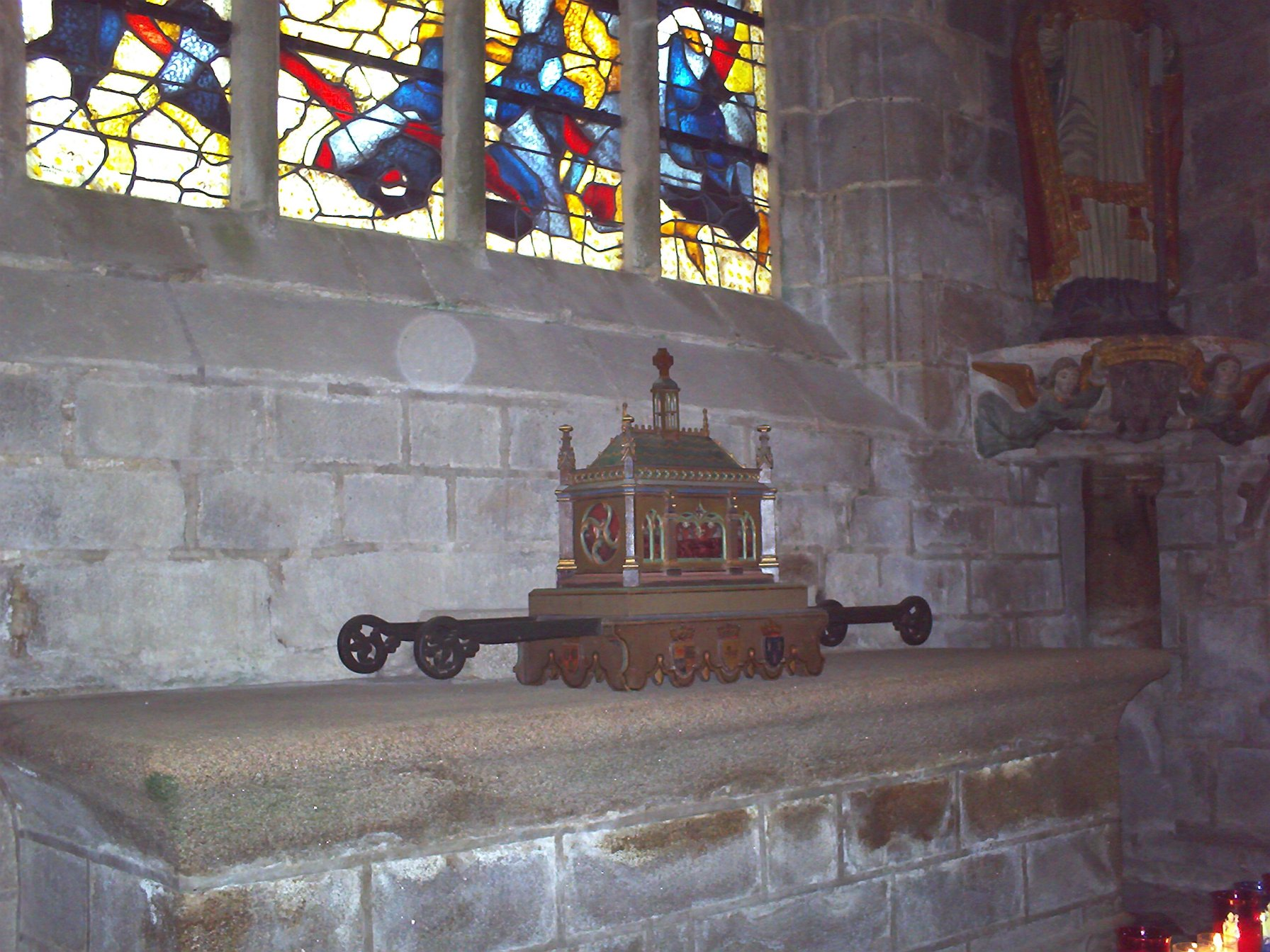
Relicario de San Ronan en Locronan

La segunda parte del texto se centra en los acontecimientos posteriores a la muerte de Ronan, sus milagros, el crecimiento de su culto y el destino de sus reliquias. Como murió en las afueras de Cornouaille, surgió una disputa sobre dónde enterrar su cuerpo. La cuestión se decidió colocando el cuerpo en un carro, arrastrado por bueyes salvajes, y dejándolos arrastrar por donde quisieran. El rey de Cornouaille resultó ser la única persona capaz de levantar el cuerpo y colocarlo en un féretro, lo que curó su brazo de una vieja herida. Los bueyes salvajes que conducían la carreta se dirigieron directamente a la celda del santo en el bosque de Névez. Allí se enterró el cuerpo y el pequeño asentamiento de Locronan creció alrededor del lugar del entierro.
Posteriormente, el texto da algunos saltos en el tiempo. Se dice, por ejemplo, que tras una ola de incursiones vikingas, se construyó una nueva capilla en el lugar. Sin dar ninguna explicación explícita, los capítulos finales relatan que las reliquias del santo fueron en algún momento trasladadas, con apropiada pompa, a Quimper (en latín, Confluentia). La presencia de sus reliquias en el pueblo y el control sobre las mismas por parte del clero provocó una serie de milagros. Se dice que un hombre se curó de la mudez después de rezar en el altar en el que se colocaron las reliquias del santo; otro fue liberado de la posesión demoníaca después de pasar una noche bajo el santuario del santo; y la ciudad se salvó de la destrucción por el fuego cuando el clero usó las reliquias para protegerse de las llamas.
Aunque en Quimper, Ronan era solo un santo 'importado' al lado del santo nativo Corentino, por lo que la manifestación de su presencia a través de medios tan tangibles como sus reliquias le dio una ventaja a su favor. La posesión de las reliquias de Ronan y la palabra escrita le dio al clero distintos instrumentos para defender y promover el culto del santo. Por el contrario, Corentino disfrutó de un fuerte culto local, que se vio poco perturbado por la pérdida de reliquias y no dependió para su supervivencia de la producción de una Vida escrita (aunque se produjo una).

## Período moderno
Albert le Grand, en su Lives of the Saints of Brittany (1636), y los the bolandistas produjeron biografías del santo.

## Festival

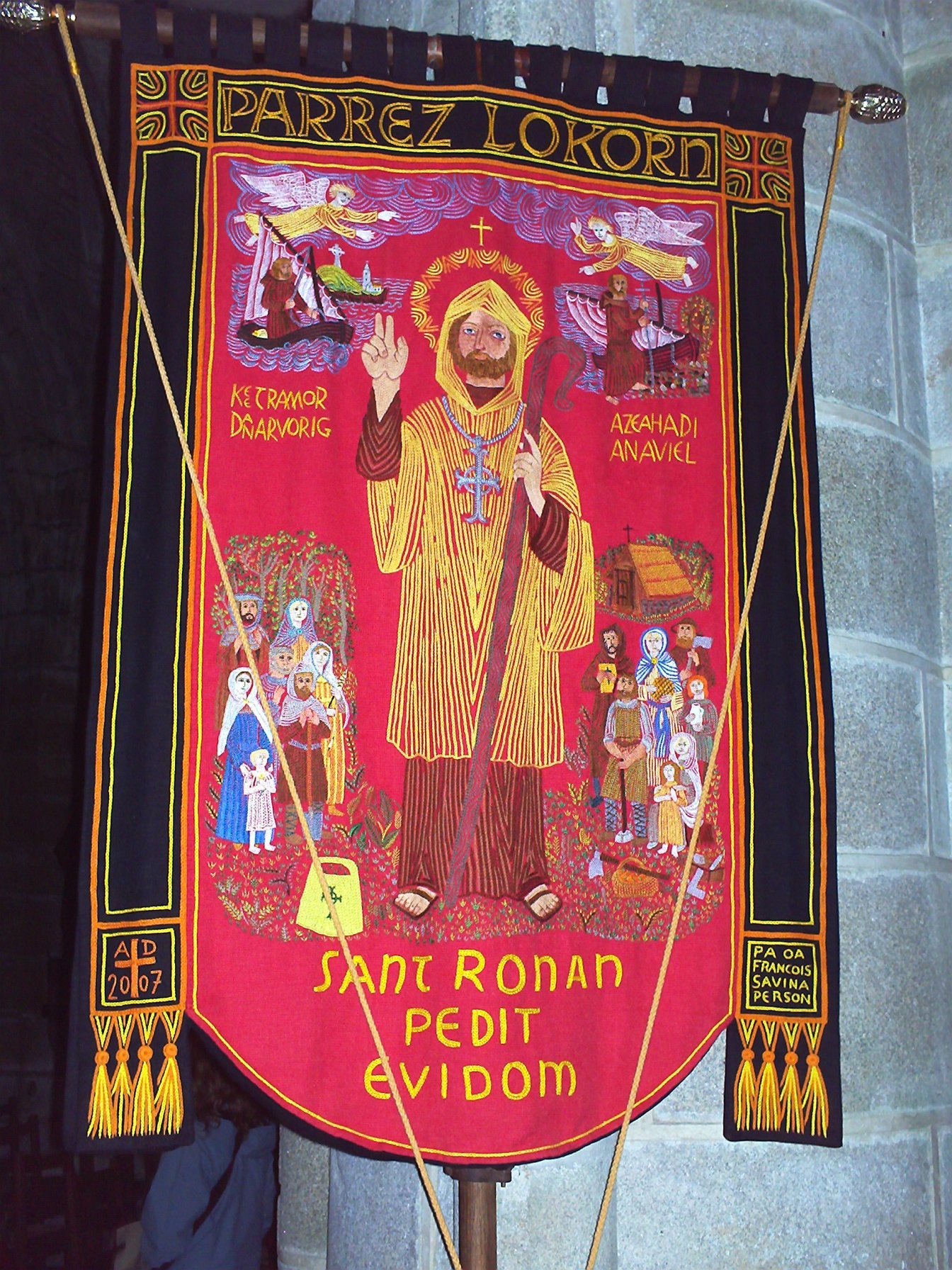
San Ronan, representado en el estandarte de la iglesia parroquial de Locronan, Bretaña. El estandarte se utilizará especialmente en la fiesta del santo, el 1 de junio, y en las Troménies o indultos que se celebrarán en Locronan en julio.

La fiesta de Ronan se celebra el 1 de junio.

### Gran Troménie
El gran Tromenie ocurre cada seis años, con pequeños Tromenies cada año. Los tromenies son el equivalente locronano de los "perdones" que tienen lugar en toda Bretaña. La Gran Tromenie rodea la colina trazando el límite del priorato benedictino del siglo XII. El priorato era un lugar de retiro, por lo que el nombre del "perdón" es Tro Minihi o "Recorrido del Retiro", galicizado como Tromenie.

## Otras lecturas
- Bourgès, André-Yves (2006). «Robert d'Arbrissel, Raoul de la Fûtaie et Robert de *Locunan: la trinité érémitique bretonne de la fin du 11e siècle». Britannia Monastica 10: 9-19. Archivado desde el original el 16 de octubre de 2013. Consultado el 9 de julio de 2022.
- Lapidge, Michael; Sharpe, Richard; Mac Cana, eds. (1985). A Bibliography of Celtic-Latin Literature, 400–1200. RIA Dictionary of Medieval Latin from Celtic Sources. Ancillary Publications 1. Dublin: Royal Irish Academy.
- M. Dilasset, ed. (1979). «Saint Ronan». Un pays de Cornouaille: Locronan et sa région. Paris: Nouvelle Librairie de France. pp. 190-51.
- «Saint Ronan de Locronan: le dossier irlandais». Saint Ronan et la Tromenie (colloque de Locronan 1989). Locronan. 1995. pp. 157-8.
- Poulin, Joseph-Claude (2009). L'hagiographie bretonne du haut Moyen Âge: répertoire raisonné. Beihefte der Francia 69. Ostfildern.